# Daniel Jaramillo
Daniel Alexander Jaramillo Díez (* 15. Januar 1991 in Jardín, Antioquia) ist ein kolumbianischer Straßenradrennfahrer.

## Karriere
Daniel Jaramillo wurde 2010 Dritter der Gesamtwertung bei der U23-Austragung der Vuelta a Colombia. Später belegte er den siebten Platz in der Gesamtwertung der Vuelta a Guatemala. Seit 2011 fährt Jaramillo für das kolumbianische Continental Team Gobernación de Antioquia-Indeportes Antioquia. Bei der Panamerikameisterschaft 2011 belegte er den sechsten Rang im Einzelzeitfahren und gewann damit die Silbermedaille in der U23-Klasse.

## Erfolge
2011
- Panamerikameisterschaft – Einzelzeitfahren (U23)

2014
- zwei Etappen Tour of the Gila

2016
- eine Etappe und Bergwertung Tour of the Gila
- eine Etappe Japan-Rundfahrt

2017
- Bergwertung Kalifornien-Rundfahrt
- Gesamtwertung und eine Etappe Tour de Hongrie

## Teams
- 2011 Gobernación de Antioquia-Indeportes Antioquia
- 2012 Gobernación de Antioquia-Indeportes Antioquia
- 2013 Colombia Coldeportes
- 2014 Jamis-Hagens Berman
- 2015 Jamis-Hagens Berman
- 2016 UnitedHealthcare Professional Cycling Team
- 2017 UnitedHealthcare Professional Cycling Team